# 普陀路

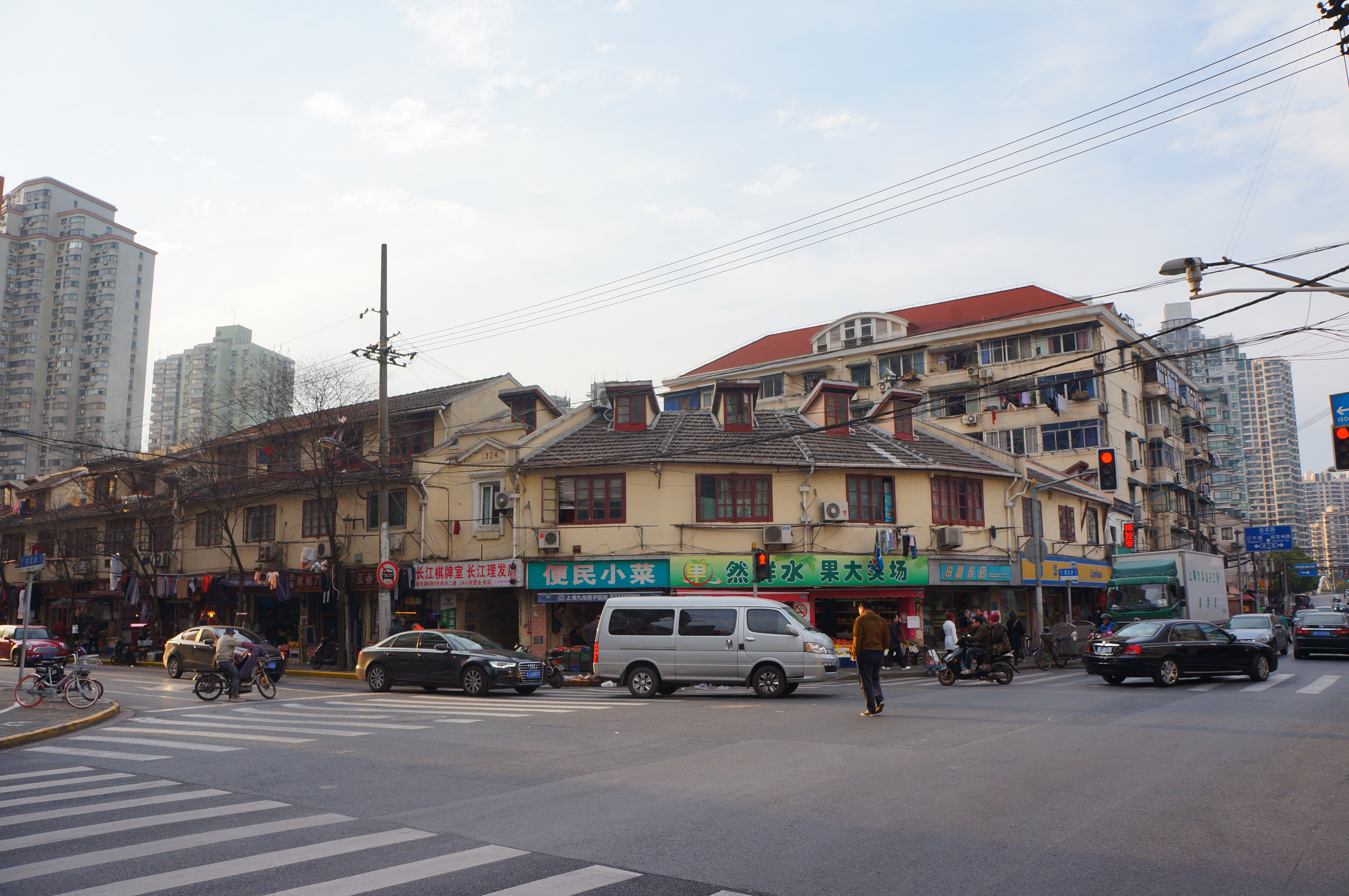
普陀路昌化路路口

普陀路是中華人民共和國上海市普陀区蘇州河南岸的一條東西走向道路，道路西起陝西北路，东至昌化路，全长711米，宽3.5米至11米。該條道路原本為河流，中華民国9年（1920年）前后道路填埋並修建东段道路，道路名稱來自浙江普陀山。1949年后又繼續填埋河流並修建西段道路。道路沿途有上海市普陀區人民醫院。